# Ivan Tolj (1901.)
Ivan Tolj (Veljaci, 18. ožujka 1901. – Vinkovci, srpanj 1945.) bio je ustaški časnik i zapovjednik policije u Vinkovcima od 1941. do 1944. godine. Bio je jedan od glavnih organizatora transporta slavonskih i srijemskih Židova u logore 1942. godine.

## Životopis
Rođen je u mjestu Veljaci u Bosni i Hercegovini. Nakon proglašenja NDH, travnju 1941. imenovan je za predstojnika Kotarske oblasti Vinkovci i upravitelja Gradskoga redarstva, a potom i Ispostave Župske redarstvene oblasti u Vinkovcima. Prethodno je bio na mjestu predstojnika Župske redarstvene oblasti u Sarajevu.
Bio je zadužen za uhićenja Židova i njihovo prikupljanje u sabirnim logorima na području istočne Slavonije i Srijema. To su mu dopuštale ovlasti dodijeljene već 18. srpnja 1942., kad je Eugen Dido Kvaternik, u svojstvu zapovjednika UNS-a, „otvorenom zapovijedi” priopćio župskim upravnim i redarstvenim tijelima da Tolj može poduzeti „sve mjere potrebne za rješavanje židovskog pitanja” na području Velike župe Vuka, ali i obližnjih velikih župa (Baranja, Livac-Zapolje i Posavje). Nakon što su transporti odgođeni za sredinu kolovoza središnjim državnim tijelima i župskim redarstvenim oblastima ponovno je priopćeno da je Ivan Tolj voditelj mjera sabiranja Židova u priviremena „sabirališta”, među koje je spadalo i naselje (geto) Tenja kraj Osijeka.
Vinkovci su za represivni aparat NDH, ali i Trećeg Reicha, imali veliku važnost jer su bili željezničko čvorište kroz koje je prolazilo nekoliko lokalnih i međunarodna pruga iz smjera Beograda i Zemuna prema Zagrebu. Velika župa Vuka obuhvaćala je najveći dio Srijema, te je Ivan Tolj ondje, očito imajući na umu tamošnje Židove te blizinu tako važne željezničke pruge, organizirao i rad privremenoga sabirnog logora na nogometnom igralištu kluba Cibalije. Internirao je preko 400 vinkovačkih Židova pod vedrim nebom, nakon čega je pristupio sabiranju Židova po Srijemu. Bio je osobno uključen i u akciju sabiranja i transportiranja preko 200 Židova s područja Vukovara u Vinkovce tijekom srpnja i kolovoza 1942. godine. Svi Židovi sabrani u Vinkovcima uskoro su vagonima upućeni u smrt u logorima Jasenovac i Auschwitz.
Krajem 1944. pobjegao je iz Vinkovaca, ali je 1945. uhvaćen i osuđen na smrt kao ratni zločinac.